# 阿拉斯县
阿拉斯县是东帝汶民主共和国马努法希区的一个县，该县面积406.96平方公里，2010年人口普查时时人口为7179，县治位于阿拉斯。